# جزیزه هنریتا
جزیزه هنریتا (روسی: Остров Генриетты، آوانگاری Ostrov Genriyetty) یک جزیره در شمال استان یاقوتستان کشور روسیه است.